# ويليام فوكس
ويليام فوكس (بالإنجليزية: William Fox)‏ (و. 1812 – 1893 م) هو سياسي، ومحامي، من نيوزيلندا، توفي في أوكلاند، عن عمر يناهز 81 عاماً.

## النشأة
وُلد فوكس في 20 يناير 1812 في 5 قرية ويستو، ساوث شيلدز، جزء من مقاطعة دورهام، في شمال شرق إنجلترا، وجرى تعميده في 2 سبتمبر من ذلك العام. كانت عائلته ناجحة نسبيًا. تلقى تعليمه في البداية في مدرسة دورهام ثم في كلية وادهام بأكسفورد. بقيت أنشطته لعدة سنوات بعد التخرج لغزًا: يتكهن البعض أنه لم يكن في إنجلترا. درس القانون في لندن عام 1838.
بعد فترة وجيزة من التأهل لممارسة المحاماة، تزوج فوكس من سارة هالكوم. قرر الزوجان الهجرة إلى نيوزيلندا، والانضمام إلى عدد متزايد من المستعمرين الآخرين. عند وصوله إلى ويلينغتون فوكس، اعتُرف بالمُؤهلات القانونية، ولكن لم يكن هناك سوى القليل من فرص العمل، ولذا فقد استكمل دخله بالكتابة للدوريات المحلية. فقد فوكس الحق في ممارسة مهنة المحاماة عندما رفض عام 1843 أداء القسم الذي اعتبره مهينًا. أجبره هذا الحدث على التركيز بشكل شبه كامل على الكتابة والصحافة.

## بداية النشاط السياسي
في البداية، عارض فوكس مفاوضات الحكومة مع الماوري على الأرض، مشيرًا إلى أن الماوري لهم الحق فقط في الأرض التي استخدموها. كما أدان رد فعل الحكومة الاستعمارية الضعيف على مقتل آرثر ويكفيلد، وهو مسؤول في شركة نيوزيلندية حاول توسيع مستوطنة نيلسون في الأراضي التي يسيطر عليها الماوريون. لعب انتقاد فوكس للحاكم روبرت فيتزروي دورًا في نهاية المطاف في إقالة فيتزروي من منصبه. في عام 1843، اختارت شركة نيوزيلندا فوكس ليحل محل ويكفيلد في نيلسون.
كان هناك القليل من الصراع المباشر مع الماوري، وكان معظم عمل فوكس مرتبطًا بالتنمية الاقتصادية. ترك سوء التخطيط والمساحة غير الدقيقة للأراضي المستعمرين أقل بكثير ما وعدوا به، وكان فوكس مسؤولًا عن حل هذه المسألة. بينما يعتقد العديد من المؤرخين المعاصرين أنه قام بعمل جيد، وجد فوكس نفسه أنه حتى جهوده لم تكن جيدة بما يكفي للمستعمرين الغاضبين. قضى فوكس وقته بشكل متزايد في قيادة الحفلات في البرية بالقرب من نيلسون، وهو نشاط يبدو أنه استمتع به. كان فوكس نشيطا بدنيًا طوال حياته.
في عام 1848، توفي ويليام ويكفيلد. بصفته ضابطًا كبيرًا في شركة نيوزيلندا في المستعمرة، كان رئيس شركة فوكس. سافر فوكس بسرعة إلى ويلينغتون، وتمكن من تأمين موقع ويكفيلد.  لقد أنجز هذا بشكل أساسي بسبب المسافة القصيرة بين نيلسون وويلينغتون، ما مكنه من الفوز بالمنصب قبل تلقي التعليمات من مدن أخرى. لم يكن الخيار الأول لمجلس إدارة الشركة في لندن، الذي فضل ديلون بيل، لكن تصرفه السريع نجح في كسب الدعم الكافي له لتلقي التعيين.
كانت الشركة في حالة تدهور بعد وفاة كل من إدوارد وآرثر ويكفيلد. أصبح فوكس تدريجيًا أقل نشاطًا في الشركة، وأخذ اهتمامًا أكبر بالحكومة الاستعمارية. كان معارضًا قويًا للحاكم جورج غراي، وقد علق قانون دستور نيوزيلندا لعام 1846 لمنح الحكم الذاتي للمستوطنين. وكثيرا ما ندّد بالإدارة والقضاء ووصفهما بالفساد وعدم الكفاءة.
في عام 1851، سافر فوكس إلى لندن نيابة عن مجموعة من مستوطني ويلينغتون. هناك التقى إدوارد جيبون ويكفيلد، الأخ الأكبر لوليام وآرثر. ناقش أفكاره حول دستور لنيوزيلندا، ودعم بقوة الحكم الذاتي، والحكم الذاتي الإقليمي، واثنين من مجلسي البرلمان المنتخبين. كما حاول مقابلة إيرل غراي، وزير الدولة لشؤون المستعمرات ولكنّه رُفض. أقر البرلمان البريطاني قانون دستور نيوزيلندا 1852 في العام التالي، أُدرجت بعض أفكار فوكس ولكنه لم يكن مرضيًا له.

## رئاسة الوزراء
في عام 1861، اقترح فوكس بنجاح التصويت بحجب الثقة عن ستافورد، وتولى رئاسة الوزراء مرة أخرى. ومن بين التدابير التي أُدخلت تغييرات في القانون تهدف إلى استيعاب الهياكل السياسية للمَاوريين، ووقف محاولات الاستحواذ على أراضي الماوري، واتخاذ موقف أقل تصادمية في النزاعات القائمة. ومرة أخرى، يوجد خلاف حول ما إذا كان الدافع وراء ذلك هو البراغماتية أو دعم حقوق الماوري. تقوضت محاولاته للحد من الصراع مع الماوري من قبل الحاكم غراي، الذي عاد لفترة ولاية أخرى، وكان مؤمنًا قويًا بضرورة مواجهة الماوري عسكريًا. أدى بناء غراي للبنية التحتية العسكرية ونشر القوات إلى تقليل ثقة الماوري في أي مبادرات حكومية.
عام 1862، كان فوكس مسافرًا على متن سفينة وايت سوان، مع العديد من كبار أعضاء الحكومة النيوزيلندية. كانت السفينة محصورة بصخرة بينما كانت تبحر من نابير إلى ويلينغتون وبدأت في الغرق. جنح القبطان ألين هاربر عمدًا، وبذلك أنقذ حياة جميع من كانوا على متنها.
بعد أن أصبح متورطًا بشكل متزايد في نزاع مع غراي حول المسؤولية عن السياسة تجاه الماوري، فقد فوكس تصويتًا بالثقة في عام 1862. وفي العام التالي عاد إلى الحكومة، ولكن كوزير فقط - ذهبت رئاسة الوزراء إلى فريدريك ويتاكر. يبدو أن فوكس لم يكن له علاقة كبيرة بسياسات هذه الحكومة، التي تضمنت مصادرة كبيرة للأراضي من الماوري. بعد انتهاء فترة عمله كوزير، سافر فوكس وزوجته في أستراليا لعدة سنوات.
عند العودة إلى نيوزيلندا، شجعت المعارضة فوكس على العودة إلى السياسة، التي سيطر عليها مرة أخرى منافس فوكس إدوارد ستافورد. انتخب فوكس في البرلمان، وأعاد شن هجومه على سياسات ستافورد في العلاقات الماورية وشؤون المقاطعات. هزم فوكس ستافورد عام 1869، وتولى رئاسة الوزراء للمرة الثالثة. بدأ فوكس في الحد من الأنشطة العسكرية، وأوقف أي محاولات كبيرة لإشراك الماوريين بالقوة. على نحو متزايد، وجد فوكس نفسه قد طغى عليه أمين صندوقه، يوليوس فوغل. سرعان ما أصبحت خطط فوغل الشاملة لتطوير نيوزيلندا، والتي تتضمن اقتراض الأموال لتمويل الأشغال العامة، أبرز سمات حكومة فوكس، ولكن لم يكن لها علاقة بفوكس نفسه. في النهاية، بدأ فوكس في التخلي عن دوره القيادي داخل الحكومة، وسمح انقسام ستافورد بهزيمة فوكس في عام 1872.
بعد ذلك، قرر فوكس أنه لن يسعى إلى منصب آخر. ومع ذلك، فإن دوره في السياسة لم ينته تمامًا - عندما استقال جورج ووترهاوس، خليفة ستافورد، فجأة، تمت دعوة فوكس لتولي رئاسة الوزراء كرئيس للوزراء حتى عُثر على زعيم جديد. عندما عاد فوغل إلى نيوزيلندا من رحلة خارجية، تنحى فوكس، وبدأت رئاسة فوغل للوزراء.

## حياته لاحقًا
عام 1879، عُيّن فوكس قائدًا فارسًا على وسام القديس مايكل وسانت جورج. وعُيّن مفوضًا للاستعلام عن سندات ملكية الأراضي الأصلية.
شارك فوكس في حركة الاعتدال ضد الكحول. كان مؤسسًا لتحالف نيوزيلندا (من أجل إلغاء تجارة المشروبات الكحولية)، والذي كان أول رئيس له، من عام 1887 إلى عام 1893.
واصل ممارسة التمارين البدنية، وتسلق جبل تاراناكي في عام 1892، وكان يبلغ من العمر 80 عامًا. توفي في أوكلاند في 23 يونيو 1893 عن عمر يناهز 80 عامًا. ودُفن في مقبرة بوريوا في ضاحية ميدوبانك بأوكلاند. سميت بلدة فوكستون، التي تأسست عام 1885، على اسم السير ويليام.

## مناصب
تولى منصب عضو مجلس النواب نيوزيلندا، ورئيس وزراء نيوزيلندا.

## التعليم
تعلم في كلية وادهام (أكسفورد)، وDurham School ‏.

## جوائز
حصل على جوائز منها:
- نيشان القديسان ميخائيل وجرجس من رتبة فارس قائد.

## روابط خارجية
- ويليام فوكس على موقع الموسوعة البريطانية (الإنجليزية)